# Mùa bão Tây Nam Ấn Độ Dương 2019–20
Mùa bão Tây Nam Ấn Độ Dương 2019-20 là một sự kiện đang diễn ra trong chu kỳ hàng năm về sự hình thành các xoáy thuận nhiệt đới. Mùa bão chính thức bắt đầu vào ngày 22 tháng 7 năm 2019 với sự xuất hiện của một vùng thời tiết nhiễu 96-S hay còn gọi là vùng thời tiết nhiễu 01-R. Những ngày này thường phân định giai đoạn mỗi năm khi nhiệt đới nhất và lốc xoáy cận nhiệt đới hình thành trong lưu vực, nằm ở phía tây 90°Đ và phía nam Xích đạo. Bão nhiệt đới và cận nhiệt đới trong lưu vực này được theo dõi bởi Trung tâm Khí tượng Chuyên ngành Khu vực ở Réunion.

## Tóm tắt mùa bão
Thang bão MFR

## Danh sách bão

### Nhiễu động nhiệt đới 01R/96S
Vào ngày 22 tháng 7, một vùng nhiễu động nhiệt đới hình thành ở Trung tâm Ấn Độ Dương. Nhiễu động nhiệt đới này tiếp tục đi về phía Nam và mạnh dần lên rồi suy yếu. Vào ngày 24 tháng 7, vùng nhiễu động nhiệt đới này gặp không khí lạnh từ phía nam tràn lên, suy yếu nhanh chóng và tan dần.

### Xoáy thuận nhiệt đới rất mạnh Ambali
- Bão nhiệt đới Ambali đã mạnh lên rất nhanh với sức gió 115 mph (185 km/h) trong 24 giờ. Theo Philip Klotzbach, một nhà khí tượng học tại CSU chuyên về dự báo bão theo mùa Đại Tây Dương, đây là cơn bão tăng cấp nhanh nhất trong 24 giờ qua kể từ khi đặt tên cho các cơn bão vào năm 1980, Ambali phá vỡ kỷ lục cũ do Ernie thiết lập vào năm 2017 với sức gió 110 mph (177 km/h) trong 24 giờ.

- Vào lúc 2:00 sáng UTC, Ambali đã trở thành cơn bão cấp 4 với sức gió 155mph (249km/h) gió 1 phút.
- Sau khi quan sát lại, Ambali đã được công nhận là một cơn bão cấp 5 với sức gió 1 phút là 160 mph (259km/h).

## Mùa bão và tên bão

### Tên bão
Ở phía Tây Nam Ấn Độ Dương, áp thấp nhiệt đới và bao nhiệt đới có tốc độ gió kéo dài 10 phút 65km/h (40 mph) trở lên thì Trung tâm Khí tượng Chuyên ngành Khu vực trên đảo La Réunion, Pháp (RSMC La Réunion) thường được gắn một cái tên. Tuy nhiên, chính các Trung tâm Tư vấn Bão nhiệt đới Tiểu vùng ở Mauritius và Madagascar đã đặt tên cho các hệ thống này. Trung tâm tư vấn Bão nhiệt đới tiểu vùng ở Mauritius đặt tên cho một cơn bão nên nó sẽ mạnh lên thành một cơn bão nhiệt đới vừa phải trong khoảng từ 55°E đến 90°E. Nếu thay vào đó, một cơn bão mạnh lên thành một cơn bão nhiệt đới vừa phải trong khoảng từ 30°E đến 55°E thì Trung tâm Tư vấn Bão nhiệt đới Tiểu vùng ở Madagascar chỉ định tên thích hợp cho cơn bão. Bắt đầu từ mùa bão 2016-17, danh sách tên trong vùng Tây Nam Ấn Độ Dương sẽ được luân chuyển trên cơ sở ba năm một lần. Tên bão chỉ được sử dụng một lần, do đó, bất kỳ tên bão nào được sử dụng trong năm nay sẽ bị xóa khỏi danh sách và được thay thế bằng tên mới cho mùa bão 2022-23. Những cái tên không được sử dụng dự kiến sẽ được sử dụng lại trong danh sách cho mùa bão 2022-23
| - Ambali - Belna - Calvinia - Diane - Esami - Francisco - Gabekile - Herold - Irondro | - Jeruto - Kundai (chưa sử dụng) - Lisebo (chưa sử dụng) - Michel (chưa sử dụng) - Nousra (chưa sử dụng) - Olivier (chưa sử dụng) - Pokera (chưa sử dụng) - Quincy (chưa sử dụng) - Rebaone (chưa sử dụng) | - Salama (chưa sử dụng) - Tristan (chưa sử dụng) - Ursula (chưa sử dụng) - Violet (chưa sử dụng) - Wilson (chưa sử dụng) - Xila (chưa sử dụng) - Yekela (chưa sử dụng) - Zania (chưa sử dụng) |

### Tóm Tắt Mùa bão
- Bảng báo cáo Tổng Hợp Mùa bão 2019-20

| Tên bão                                   | Thời gian hoạt động         | Cấp độ cao nhất               | Sức gió duy trì    | Áp suất               | Khu vực tác động                         | Tổn thất (USD)                                                                    | Số người chết | Tham khảo |
| ----------------------------------------- | --------------------------- | ----------------------------- | ------------------ | --------------------- | ---------------------------------------- | --------------------------------------------------------------------------------- | ------------- | --------- |
| 01R/96S                                   | 22 tháng 7 - 24 tháng 7     | Nhiễu động nhiệt đới          | 45 km/h (30 mph)   | 1001 hPa (29.29 inHg) | Không có                                 | Không có                                                                          | Không có      |           |
| Belna                                     | 2 tháng 12 - 11 tháng 12    | Xoáy thuận nhiệt đới          | 155 km/h (100 mph) | 955 hPa (28.35 inHg)  | Seychelles, Mayotte, Comoros, Madagascar | ≥25 triệu                                                                         | 9             |           |
| Ambali                                    | 3 tháng 12 - 7 tháng 12     | Xoáy thuận nhiệt đới rất mạnh | 220 km/h (140 mph) | 930 hPa (27.46 inHg)  | Không có                                 | Không có                                                                          | Không có      |           |
| Calvinia                                  | 28 tháng 12 - 1 tháng 1     | Bão nhiệt đới dữ dội          | 95 km/h (60 mph)   | 982 hPa (28.99 inHg)  | Mauritius, Rodrigues                     | Không có                                                                          | Không có      |           |
| 05-R                                      | 19 - 23 Tháng 1             | Áp thấp nhiệt đới             | 55 km/h (35 mph)   | 999 hPa (29,50 inHg)  | Không có                                 | Không có                                                                          | Không có      |           |
| Diane                                     | 22 – 26 Tháng 1             | Bão nhiệt đới dữ dội          | 95 km/h (60 mph)   | 980 hPa (28,94 inHg)  | Madagascar, Réunion, Mauritius           | Không xác định                                                                    | 31            |           |
| Esami                                     | 23 – 26 Tháng 1             | Bão nhiệt đới ôn hòa          | 75 km/h (45 mph)   | 993 hPa (29,32 inHg)  | Không có                                 | Không có                                                                          | Không có      |           |
| Francisco                                 | 3 Tháng 2 - Đang hoạt động  | Bão nhiệt đới ôn hòa          | 75 km/h (45 mph)   | 994 hPa (29,35 inHg)  | Madagascar                               | &-1-1-1-1-1-1-1-1-1-1-1-1-1-1-1-1.000000 &-1-1-1-1-1-1-1-1-1-1-1-1-1-1-1-1.000000 |               |           |
| Gabekile                                  | 13 tháng 2 - 17 tháng 2     | Bão nhiệt đới ôn hòa          | 75 km/h (45 mph)   | 994 hPa (29,35 inHg)  | Không có                                 | không có                                                                          | không có      |           |
| Tổng tỷ số mùa bão                        |                             |                               |                    |                       |                                          |                                                                                   |               |           |
| 9 xoáy thuận nhiệt đới (Ambali Mạnh nhất) | 22 tháng 7 – Đang hoạt động |                               | 220 km/h (140 mph) | 930 hPa (27.46 inHg)  |                                          | 25 triệu                                                                          | 40            |           |

## Phạm vi bài viết
- Bài viết đề cập đến những xoáy thuận nhiệt đới ở Tây Nam Ấn Độ Dương.
- Bài viết không đề cập đến xoáy thuận ngoài nhiệt đới và xoáy nghịch.
- Thang bão sử dụng ở đây là thang MFR và SSHWS. Các thang bão khác như JMA, PAGASA, NCHMF, IMD, ... Sẽ không được sử dụng trong bài viết này.